# Фостер (Небраска)
Фостер (енгл. Foster) град је у америчкој савезној држави Небраска.

## Демографија
По попису из 2010. године број становника је 51, што је 12 (-19,0%) становника мање него 2000. године.
| Група             | 2000.      | 2010.       |
| Белци             | 62 (98,4%) | 51 (100,0%) |
| Афроамериканци    | 0 (0,0%)   | 0 (0,0%)    |
| Азијати           | 0 (0,0%)   | 0 (0,0%)    |
| Хиспаноамериканци | 0 (0,0%)   | 0 (0,0%)    |
| Укупно            | 63         | 51          |